# 六萬寺 (高松市)
六萬寺（ろくまんじ）は、香川県高松市牟礼町にある寺院。宗派は真言宗善通寺派、本尊は阿弥陀如来。

## 概要・歴史
寺伝によると、天平年間に疫病が流行したとき、聖武天皇が行基に命じてこの地に一寺を建立し祈ったところ疫病が根絶し「国豊寺」と称したことに始まる。その後、地元有志が六万体の小仏像を安置し「六萬寺」と称するようになったと伝えられ、霊験もあり信心を集め七堂伽藍を備えた大寺になった。寿永2年（1183年）、源平の戦いの折に屋島の行宮ができるまで安徳天皇の行在所となった。天正11年（1583年）に、ほとんどの堂宇が焼失するも、延宝6年（1678年）、広大な寺地の中で愛宕権現社があった所に現在の建物が復興された。

## 伽藍
- 本堂：「大然黒殿」との扁額。本尊・阿弥陀如来坐像、脇仏・地蔵菩薩立像、十一面観音菩薩立像を拝顔できる。
- 愛宕権現社
- 大師堂：小さな大師石像が簡素な堂に。弘法大師像ほか主な什物は香川県立ミュージアムに寄託[5]。
- 安徳天皇生母徳子之碑
- 神変大菩薩石像
- 庫裡
- 鐘楼
- 駐車場：数台分、寺下にあり

## 文化財
高松市史跡
- 六萬寺　附　杉の井〔源平屋島合戦古戦場〕 平成28年3月31日指定

## 画像

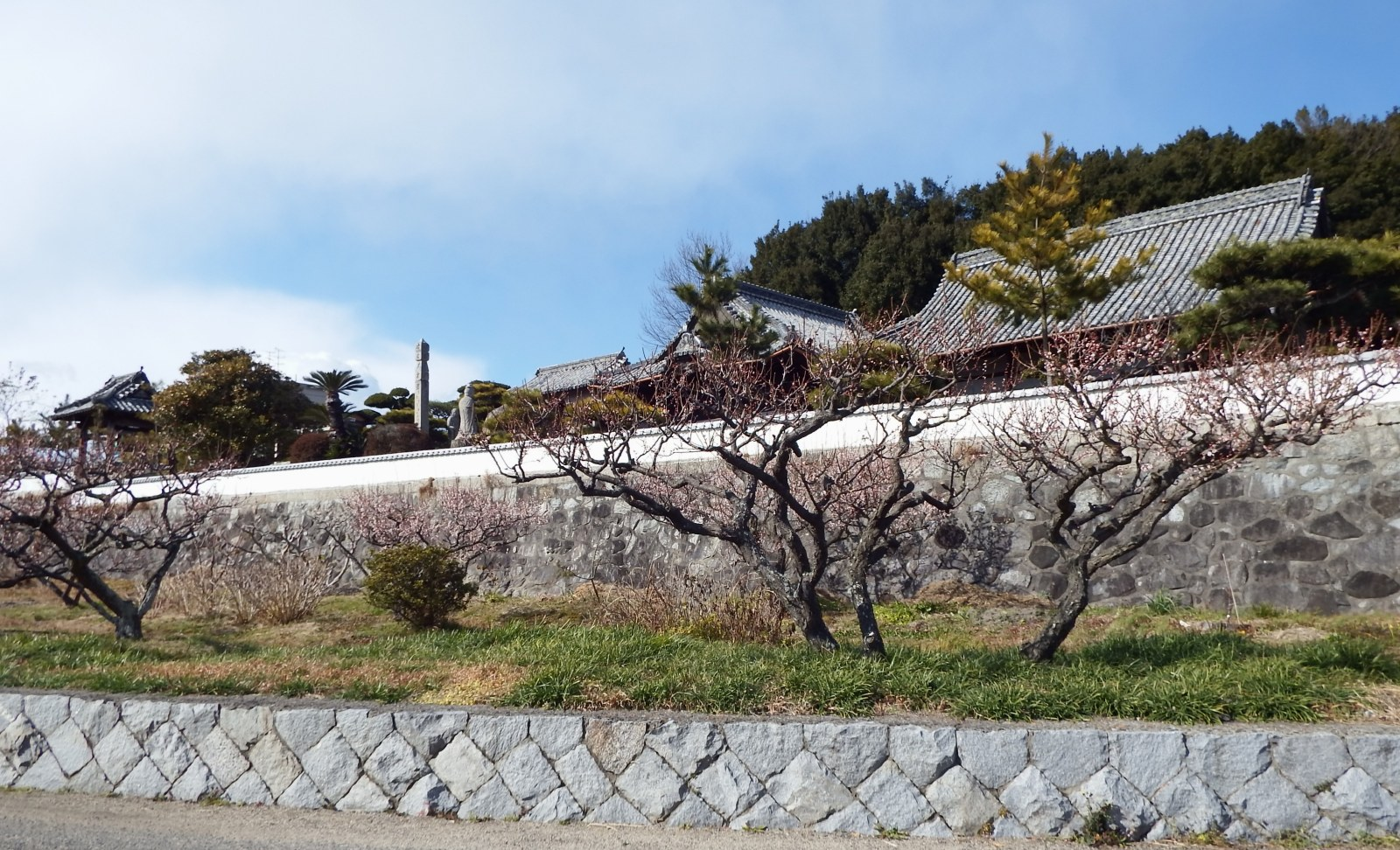
全景
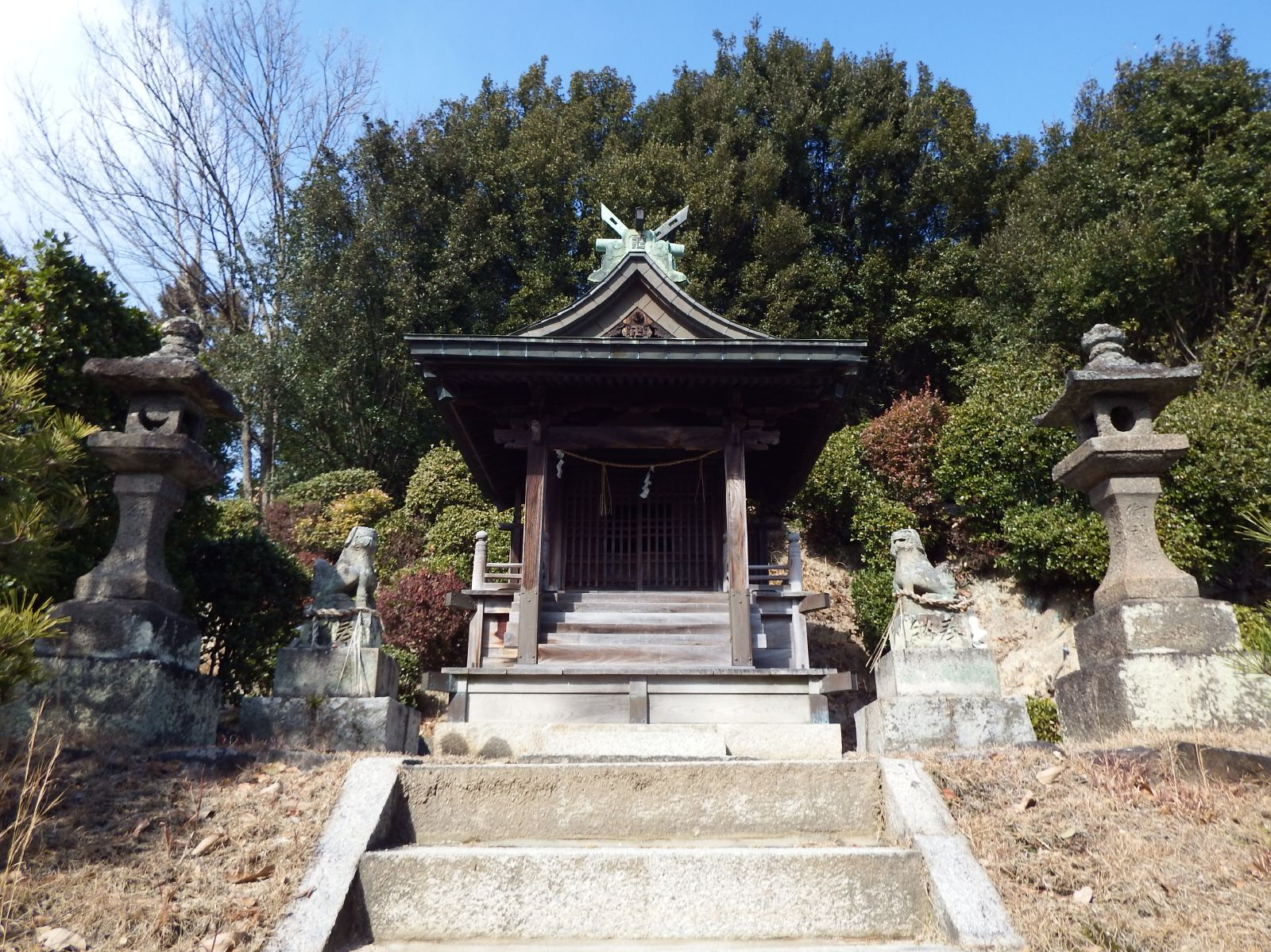
愛宕権現社
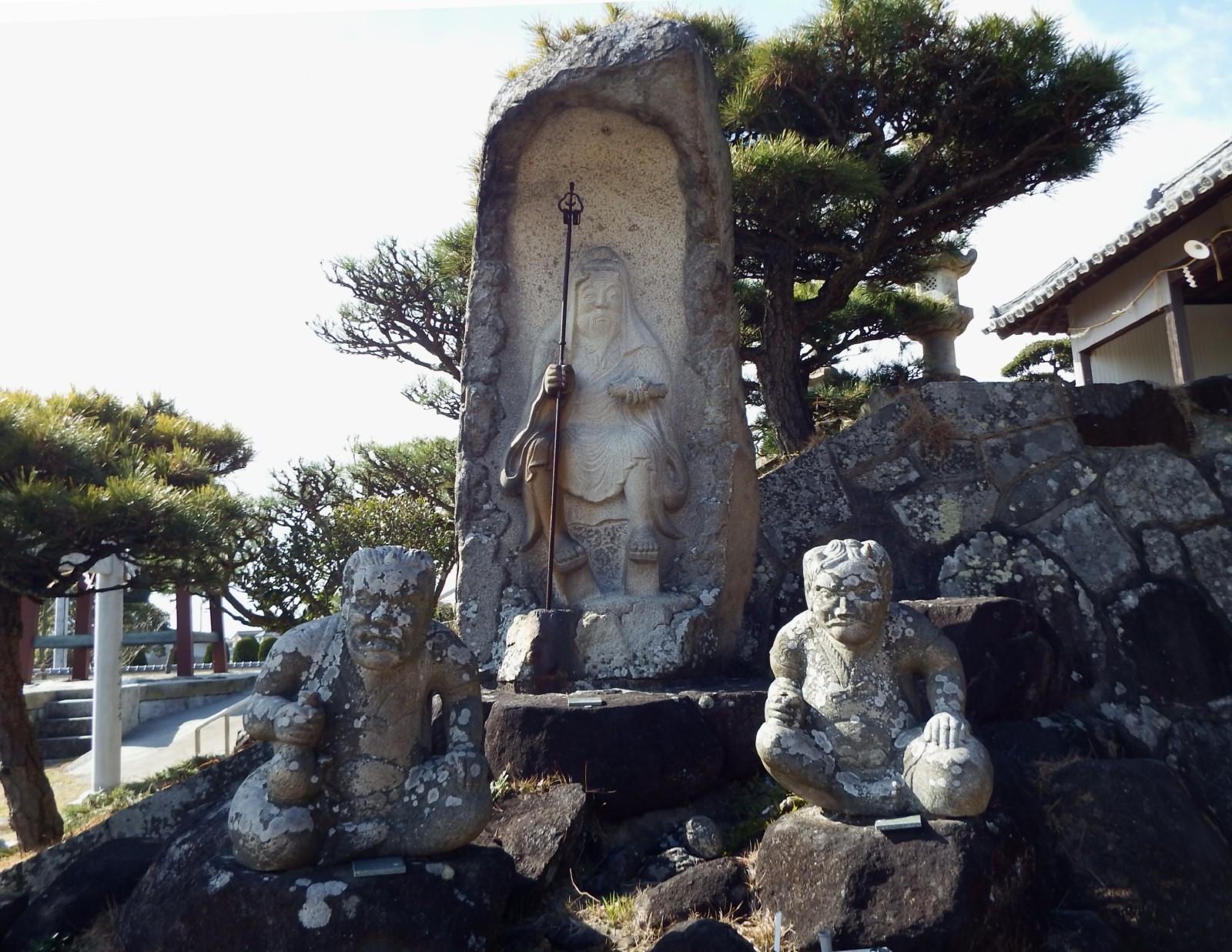
神変大菩薩石像

## アクセス
- 高松琴平電気鉄道志度線六万寺駅より徒歩約10分。